# Draco norvillii
Draco norvillii là một loài thằn lằn trong họ Agamidae. Loài này được Alcock mô tả khoa học đầu tiên năm 1895.